# Williams FW13B
La Williams FW13B è una monoposto di Formula Uno utilizzata dalla Williams F1 nella stagione 1990.

## 1990
Per il 1990 la FW13 venne aggiornata diventando la FW13B. La nuova vettura si distingueva per delle pance laterali e delle sospensioni aggiornate, così come il motore Renault RS2 V10 da 3500 centimetri cubici. La FW13B si dimostrò affidabile e veloce, tanto che entrambi i piloti Patrese e Boutsen colsero un successo: Patrese trionfò nel Gran Premio di San Marino mentre Boutsen vinse in Ungheria partendo dalla pole position. In quest'ultima occasione Patrese completò una prima fila tutta Williams, chiudendo al quarto posto ottenendo inoltre il giro più veloce in gara dando modo alla squadra di festeggiare animatamente al termine del fine settimana. La Williams concluse comunque al quarto posto della classifica costruttori, alle spalle della Ferrari (la quale grazie ad Alain Prost lottò a lungo per il titolo piloti) e della Benetton (che vinse le ultime due gare della stagione con l'ex pilota Williams Nelson Piquet).
L'opinione generale del paddock riteneva la FW13B la macchina più veloce in griglia nel 1990 e l'unica cosa che non le permetteva di lottare costantemente con la McLaren e la Ferrari fosse la mancanza di un top driver, qualifica che né Patrese né soprattutto Boutsen potevano vantare. Dopo che Alain Prost annunciò di lasciare la McLaren alla fine del 1989 intavolò delle trattative sia con la Ferrari sia con la Williams per guidare con una di esse nel 1990. Frank Williams nutriva buone speranze di firmare un contratto con Prost (che alla fine firmò invece per la Ferrari) e molti ritennero che se Prost avesse guidato la FW13B nel 1990 al posto di uno tra Boutsen e Patrese allora il vero potenziale della FW13B sarebbe emerso.
La FW13B venne sostituita nel 1991 dalla velocissima FW14.

## Risultati F1
(I risultati in grassetto indicano la pole position; quelli in corsivo il giro più veloce in gara
| Anno | Squadra        | Motore          | Gomme | Pilota           | 1   | 2   | 3   | 4   | 5   | 6   | 7   | 8   | 9   | 10  | 11  | 12  | 13  | 14  | 15  | 16  | Pts. | WCC |
| ---- | -------------- | --------------- | ----- | ---------------- | --- | --- | --- | --- | --- | --- | --- | --- | --- | --- | --- | --- | --- | --- | --- | --- | ---- | --- |
| 1990 | Williams FW13B | Renault RS2 V10 | G     |                  | USA | BRA | SMR | MON | CAN | MEX | FRA | GBR | GER | HUN | BEL | ITA | POR | ESP | JPN | AUS | 57   | 4th |
| 1990 | Williams FW13B | Renault RS2 V10 | G     | Thierry Boutsen  | 3   | 5   | Rit | 4   | Rit | 5   | Rit | 2   | 6   | 1   | Rit | Rit | Rit | 4   | 5   | 5   | 57   | 4th |
| 1990 | Williams FW13B | Renault RS2 V10 | G     | Riccardo Patrese | 9   | 13  | 1   | Rit | Rit | 9   | 6   | Rit | 5   | 4   | Rit | 5   | 7   | 5   | 4   | 6   | 57   | 4th |